# Cuchilla de Peralta (Hügelkette)
Die Cuchilla de Peralta ist eine Hügelkette in Uruguay.
Die Hügelkette befindet sich auf dem Gebiet des Departamentos Departamento Tacuarembó. Sie verläuft laut Orestes Araújo zwischen der Cuchilla de la Granada und der Cuchilla del Bálsamo liegend von der Gegend westlich von Paso de los Toros in nordöstliche Richtung.